# 強納森·克倫比
強納森·克倫比（英語：Jonathan Crombie；1966年10月12日—2015年4月15日），加拿大演員，在CBC電視台《清秀佳人》及其續集飾演吉爾柏·布萊斯。

## 生平
強納森·克倫比的父親鄺隆比是多倫多前市長。
2007年，強納森·克倫比於百老匯首次亮相。
2015年4月15日，強納森·克倫比在紐約市去世。

## 外部連結
- 強納森·克倫比在互联网电影资料库（IMDb）上的資料（英文）
- 互聯網百老匯資料庫（IBDB）上強納森·克倫比的資料（英文）